# Elaphidion scaramuzzai
Elaphidion scaramuzzai es una especie de escarabajo longicornio del género Elaphidion, categorizada en la tribu Elaphidiini, de la subfamilia Cerambycinae. Fue descrita por Fisher en 1951.

## Descripción
Mide 14,1-20,3 mm de longitud.

## Distribución
Se distribuye por América: Cuba.